# Ліберал (Міссурі)
Ліберал (англ. Liberal) — місто (англ. city) в США, в окрузі Бартон штату Міссурі. Населення — 629 осіб (2020).

## Географія
Ліберал розташований за координатами 37°33′32″ пн. ш. 94°30′55″ зх. д. / 37.55889° пн. ш. 94.51528° зх. д. (37.558839, -94.515339).  За даними Бюро перепису населення США в 2010 році місто мало площу 2,17 км², з яких 2,15 км² — суходіл та 0,02 км² — водойми.

## Демографія
Згідно з переписом 2010 року, у місті мешкало 759 осіб у 319 домогосподарствах у складі 203 родин. Густота населення становила 350 осіб/км².  Було 364 помешкання (168/км²).
Расовий склад населення:
| - 93,9 % — білих - 1,7 % — корінних американців - 0,5 % — чорних або афроамериканців - 0,1 % — азіатів |

До двох чи більше рас належало 3,6 %. Частка іспаномовних становила 1,8 % від усіх жителів.
За віковим діапазоном населення розподілялося таким чином: 30,3 % — особи молодші 18 років, 55,3 % — особи у віці 18—64 років, 14,4 % — особи у віці 65 років та старші. Медіана віку мешканця становила 34,1 року. На 100 осіб жіночої статі у місті припадало 91,7 чоловіків;  на 100 жінок у віці від 18 років та старших — 85,0 чоловіків також старших 18 років.
Середній дохід на одне домашнє господарство  становив 35 844 долари США (медіана — 32 045), а середній дохід на одну сім'ю — 41 719 доларів (медіана — 35 550). Медіана доходів становила 30 096 доларів для чоловіків та 30 000 доларів для жінок. За межею бідності перебувало 14,9 % осіб, у тому числі 12,7 % дітей у віці до 18 років та 14,1 % осіб у віці 65 років та старших.
Цивільне працевлаштоване населення становило 307 осіб. Основні галузі зайнятості: освіта, охорона здоров'я та соціальна допомога — 22,8 %, науковці, спеціалісти, менеджери — 12,1 %, будівництво — 10,4 %, виробництво — 9,8 %.